# Rhein-Maas-Schelde-Mesolithikum
Dem Rhein-Maas-Schelde-Mesolithikum (RMS-Mesolithikum) gehörten seit etwa 7400 v. Chr. über mehr als zwei Jahrtausende auch das Rheinland und Teile Westfalens an. Auf der Grundlage der unverwechselbaren Mikrolithen lässt sich das RMS-Mesolithikum auf ein etwa 150.000 km² großes Gebiet zwischen der Seine im Süden, dem IJsselmeer im Norden, dem Atlantik im Westen und dem Rhein-Mosel-Verlauf bis in die Westfälische Bucht hinein eingrenzen. In der Mitte des 8. Jahrtausends. v. Chr. kam es zu Veränderungen der materiellen Kultur. Neue mikrolithische Pfeilbewehrungen traten mit flächenretuschierten Misteln- und anderen blattförmigen Spitzen sowie flächig bearbeiteten Dreiecken in Erscheinung, die als Leitform des RMS-Mesolithikums gelten. Die Gründe für diese Entwicklung sind nicht nachvollziehbar, doch müssen es über das Funktionale hinausgehende Motive gewesen sein.
Von den 324 bekannten Fundplätzen (Stand: 2001) entfallen 47 (14 %) auf Westdeutschland. Gegenwärtig zeigt sich ein Verbreitungsschwerpunkt entlang der Maas, von wo aus eine Ausbreitung ins Rheinland festzustellen ist. Die Quellen zeichnen das Bild einer Jäger-und-Sammler-Bevölkerung, die bis zum Endmesolithikum im Flachland und den Mittelgebirgen lebte und deren Wohnplätze traditionelle Strukturen zeigen. Zur Produktion der Steingeräte nutzten sie vor allem belgischen Wommersom-Quarzit. Zur Jagdbeute gehörten die Großsäuger: Auerochse, Hirsch, Reh und Wildschwein. Es existierte eine Knochen- und Geweihindustrie, die Schmuck aus durchbohrten Muscheln und Zähnen beinhaltete. Auf den Wohnplätzen legte man zu bestimmten Zwecken Gruben an. Die Bevölkerung kannte Brand- und Körperbestattungen und stattete die Körpergräber mit Beigaben aus, was auf Jenseitsvorstellungen schließen lässt.
Wie im gesamten RMS-Gebiet finden sich auch in Nordrhein-Westfalen Belege für die frühmesolithische Stufe RMS-A (z. B. Grefrath, Auf dem Bend I, Haltern II, Stolberg-Brockenberg und Teveren 115), als auch für die spätmesolithische Stufe RMS-B, (z. B. Erkelenz 2, Gocher Berg, Goch-Kessel, Haltern I, Korschenbroich, Ueddinger Broich und Lüxheim).
Mit dem Beginn des Spätmesolithikums folgte das RMS-Mesolithikum dem europaweiten Trend zur Produktion von regelmäßigen Klingen und trapezförmigen Mikrolithen. Im Laufe einer 200- bis 300-jährigen Übergangsphase verdrängten Trapeze und Trapezspitzen die mikrolithischen Spitzen, Segmente und Dreiecke. Die flächenretuschierten blattförmigen Spitzen und Dreiecke wurden dagegen ohne Einschränkung beibehalten, was diese als elementaren Teil der RMS-Kultur ausweist.
Kurz vor Mitte des 6. Jahrtausends entstand im RMS-Gebiet die „Danubien-Spitze“, aus der wenige Jahrhunderte später die asymmetrische Pfeilspitze der Bandkeramik hervorging. Mit den „Danubien-Spitzen“ und den nach wie vor flächenretuschierten Mikrolithen ging das RMS-Mesolithikum in die zweite Hälfte des 6. Jahrtausends. Radiokarbon-Daten aus dem letzten Viertel des Jahrtausends und Funde von Mistelblattspitzen in bandkeramischen Gruben belegen seine Existenz bis in die jüngere Bandkeramik hinein.
Seit etwa 5500 v. Chr. lag die RMS-Region im Einflussbereich neolithischer Kulturen. Dies blieb nicht folgenlos, denn ab 5300 begann die RMS-Bevölkerung mit der Produktion einer eigenen Keramik – der Limburger Ware. Sie wird seither als Limburger-Gruppe verstanden. Zeugnis des Prozesses ist die auf belgischen Fundplätzen nachgewiesene Vergesellschaftung von flächenretuschierten Mikrolithen und Limburger Keramik sowie die deckungsgleiche Verbreitung von RMS-Mesolithikum und Limburger Ware. Dass sich die Entwicklung auch im Rheinland und Teilen Westfalens vollzog, zeigen z. B. die Limburger Fundstellen Bochum-Hiltrop, Köln-Lindenthal, Langweiler 8, Laurenzberg 7 und Xanten.
Auf welcher ökonomischen Basis die Bevölkerung der RMS-Region in den letzten Jahrhunderten des 6. Jahrtausends existierte, ist weitgehend ungeklärt, auch wenn steinzeitliche Parallelgesellschaften nachgewiesen sind. Bis zur vollständigen Neolithisierung des RMS-Gebietes kann vom Nebeneinander unterschiedlicher Systeme ausgegangen werden.